# Сон (приток Ганга)
Сон (устар. Шонон; хинди सोन नदी) — крупная река в Индии. Длина 780 км, площадь бассейна 71 900 км².
Река берёт своё начало на плато Чхота-Нагпур, в верхнем течении на протяжении 480 км она проходит через узкую долину у южного подножия гор Каймур. Является правым притоком реки Ганг.
Судоходство возможно лишь в нижнем течении.
В долине реки Сон существовала каменная индустрия Леваллуа в местонахождении Дхаба (Dhaba). Она оставалась неизменной в период с 79,6 ± 3,2 тыс. л. н. до 65,2 ± 3,1 тыс. л. н. даже после извержения вулкана Тоба ~74 тыс. л. н. Каменная индустрия из Дхабы сильно напоминает каменные орудийные комплексы Африки (африканский средний каменный век (MSA)), Аравии, а также самые ранние артефакты Австралии. Технология Леваллуа отсутствует в Дхабе выше слоя E, датируемого возрастом 47,5 ± 2,0 тыс. л. н. Около 48 тыс. л. н. в Дхабе появилась микролитическая технология. Заключительный период заселения участков Дхаба 2 и 3 датируется возрастом 37 тыс. лет назад.

## Мосты через реку Сон
В ноябре 1862 года было завершено строительство железобетонно-балочного моста Абдул-Бари или моста Койлвар близ Арраха в Бихаре протяжённостью 1,44 км. Он оставался самым длинным мостом в Индии, пока в 1900 году не был открыт мост Неру-Сету в Дехри. После моста Неру-Сету в Дехри на реке Соне возле Чопана, Виджай-Соты и Ануппура появились железнодорожные мосты.
Современный мост Сон, построенный в Деолонде, округ Шахдол, штат Мадхья-Прадеш, был торжественно открыт Мотилалом Ворой и Пандитом Рамом Кишоре Шуклой, тогдашним главным министром и министром финансов штата Мадхья-Прадеш, 13 февраля 1986 года. В 2008 году правительство штата Бихар санкционировало строительство моста через реку Сон, соединяющего Арвал и Сахар в округе Бходжпур.
Новый мост Койлвар: 6-полосный автомобильный мост, по которому проходит NH-922, параллельный существующему железнодорожному и автомобильному мосту Койлвар.